# Antonio María Romeu
Antonio María Romeu Marrero (Jibacoa, Cuba, 11 de septiembre de 1876-La Habana 18 de enero de 1955) fue un pianista cubano, compositor y director de orquesta. Su orquesta, especializada en la interpretación del danzón lideró el género de la charanga por más de treinta años.

## Biografía
Romeu estudió música en 1884 con Joaquín Mariano Martínez. A los 12 años tocó su primer baile y compuso su primera obra. En 1899 se mudó a La Habana y tocó en algunos cafés. 
Fue invitado a tocar en la "Orquesta Cervantes", una de varias charangas fundadas a principios del siglo XX. La "Orquesta Cervantes" fue la primera formación conocida en incorporar el piano en la música popular cubana.
Inicialmente llamadas charangas francesas, las charangas suplantaron a las típicas como el estilo instrumental de interpretación del danzón. La idea básica era lograr un tono más alto y brillante que la orquesta típica eliminando los metales, reemplazando el clarinete con una flauta y adicionando las "pailas criollas", ahora llamadas timbales.

## La orquesta

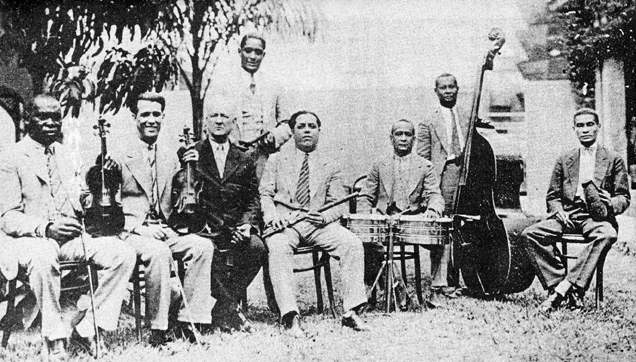
Orquesta Romeu
con Romeu (traje oscuro) & Fernando Collazo, finales de 1920s.

Romeu fundó su propia orquesta en 1910. La formación inicial fue: Romeu (piano); Feliciano Facenda (violín); Alfredo Valdés (flauta); Rafael Calazán (contrabajo); Remigio Valdés (timbal); Juan de la Merced (güiro). Era un grupo pequeño. En los años veinte la orquesta incluye a Francisco Delabart (flauta); Augusto Valdés (clarinete); Juan Quevedo (violín); Aurelio Valdés y Félix Vásquez (güiro); Antonio María Romeu hijo (violín); Pedro Hernández (violín); Dihigo (trompeta); Regueira (trombón) y José Antonio Díaz (flauta). En los años treinta se incorporaron todavía más músicos hasta formar todo un 'big band'. No obstante, con el advenimiento de la Segunda Guerra Mundial y la caída del turismo la banda redujo su tamaño.
El danzón fue desde sus comienzos en los años de 1870, un género instrumental. Pero en los ños veinte las bandas empezaban a incluir cantantes. La banda Romeu tuvo inicialmente a Fernando Collazo, y en los años treinta a Barbarito Díez. Desde el princio y a lo largo de su carrera Romeu empleo músicos de todos los tipos raciales como las orquestas cubanas habían hecho desde el siglo XIX.
Al morir Romeu, la orquesta fue liderada por un tiempo por su hijo, también de nombre Antonio María Romeu, así como por Barbarito Diez.

## Composiciones
Romeu escribió más de 500 danzones, algunos de los cuales han sido adaptados a otros ritmos cubanos; algunos fueron originales y otros, adaptaciones de trabajos existentes. Su trabajo más famoso es Tres lindas cubanas, arreglo de una antigua canción. Otros famosos danzones lo son Siglo XX, La danza de los millones, El servicio obligatorio, Cinta azul, El mago de las teclas, Jibacoa y La flauta mágica (en colaboración con Alfredo Brito). También arreglos a temas como Guarina y Perla marina de (Sindo Garay), Mares y arenas de (Rosendo Ruiz Quevedo), Mercedes de (Manuel Corona), Aquella boca de (Eusebio Delfín) o La cleptomanía de (Manuel Luna) por mencionar algunos.